# Mordellistena gardneri
Mordellistena gardneri es una especie de coleóptero de la familia Mordellidae.

## Distribución geográfica
Habita en la India.